# Маскарад (Светът на диска)
„Маскарад“ (на английски: Maskerade) е роман в жанр хумористично фентъзи. Книгата е осемнайсетата по ред от поредицата на Тери Пратчет „Светът на диска“. Романът е издаден през 1995 г. и е петият, в който главни действащи лица са вещици.
Вещиците Баба Вихронрав и Леля Ог отиват в Анкх-Морпоркската опера, за да намерят младата и неопитна вещица Агнес Нит, която работи там. Докато се опитват да я открият, те попадат на история, наподобяваща тази в романа „Фантомът от Операта“.
В Анкх-Морпоркската опера стават няколко убийства и убиецът остава неизвестен. Трите вещици са въвлечени в тази история и в крайна сметка им се налага да открият тайнствения убиец и да го спрат. Агнес Нит не участва в това по собствена воля. В операта тя е изгряваща оперна певица, но накрая помага на Леля Ог и Баба Вихронрав в разкриването на престъплението.